# بتمنزگه
بتمنزگه (به آلمانی: Bettmannsäge) یک منطقهٔ مسکونی در آلمان است که در رگن واقع شده‌است. بتمنزگه ۵۶۷ متر بالاتر از سطح دریا واقع شده‌است.